# Уикенд у Берни
«Уикенд у Берни» (англ. Weekend at Bernie's) — американская чёрная комедия 1989 года.

## Сюжет
Ларри Уилсон и Ричард Паркер работают на одну страховую компанию и однажды обнаруживают в бухгалтерских книгах, что кто-то четыре раза получил деньги по страховому полису покойника и тем самым обманул компанию на 2 000 000 долларов. Об этом они сразу же сообщают своему боссу Берни Ломаксу, не зная о том, что он и есть тот самый страховой мошенник. Берни хвалит парней и приглашает на выходные к себе в роскошный особняк на берегу Атлантического океана, но одновременно просит своего знакомого из мафии убить их. Мафиози же, зная, что его подружка изменяет ему с Берни, приказывает убить не парней, а самого Берни, что и выполняется прямо в роскошном особняке при помощи укола большой дозой наркотика.
Приехавшие парни обнаруживают труп своего босса и хотят уже сообщить об этом в полицию, но тут уже собираются многочисленные гости, и им приходится выдавать Берни за живого.

## В ролях
- Эндрю Маккарти — Ларри Уилсон
- Джонатан Силверман[англ.] — Ричард Паркер
- Кэтрин Мэри Стюарт — Гвен Сондерс
- Терри Кайзер[англ.] — Берни Ломакс
- Дон Калфа[англ.] — Паули / убийца
- Кэтрин Паркс[англ.] — Тина / подружка Вито и любовница Берни
- Тед Котчефф — Джек Паркер / отец Ричарда

## Продолжение
В 1993 году вышло продолжение фильма под названием «Уикенд у Берни 2».